# 永昌寺 (杉並区)
永昌寺（えいしょうじ）は、東京都杉並区にある曹洞宗の寺院。

## 歴史
1624年（寛永元年）、明岩舜洞によって開山された。元々は江戸四谷塩町（現・東京都新宿区愛住町）に位置していた。
1910年（明治43年）に、下高井戸にあった永泉寺を合併し現在地に移転した。

## 境内
- 庚申塔
- 地蔵塔
- 玉石薬師堂

玉石に薬師如来が浮き出るという「玉石薬師」が安置されており、旧永泉寺が所蔵していた。玉川上水の工事の際に発見されたものという。1945年（昭和20年）の空襲で焼かれて浮き出なくなった。

## 墓所
- 平山行蔵（兵学者）

## 交通アクセス
- 下高井戸駅より徒歩5分。